# Saison de Dottignies
Saison de Dottignies is een Belgisch bier van hoge gisting.
Het bier wordt gebrouwen in Brouwerij De Ranke te Dottenijs in Henegouwen.
Het is een amberkleurig bier met een alcoholpercentage van 5,5%, een typische Henegouwse saison.